# Min pinlige familie og mutantdræbersneglene
|  | Denne artikel er oprettet af botten PalnaBot ud fra en ekstern database. Den kan derfor have sproglige fejl eller mangler. Denne skabelon kan fjernes efter kontrol af indholdet. |

Min pinlige familie og mutantdræbersneglene er en børnefilm instrueret af Stefan Fjeldmark efter manuskript af Yaba Holst, Stefan Fjeldmark.

## Handling
Filmen handler om Sille, der på sin 13-års fødselsdag vågner i en forandret verden, hvor alle opfører sig superpinligt. Kun Sille og den nye, seje dreng i klassen, Edge, er stadig normale. De opdager, at der er en sammenhæng mellem de voldsomt mange dræbersnegle og folks opførsel - og at kun musik kan gøre verden normal igen.